# Бохум-Альтенбохум

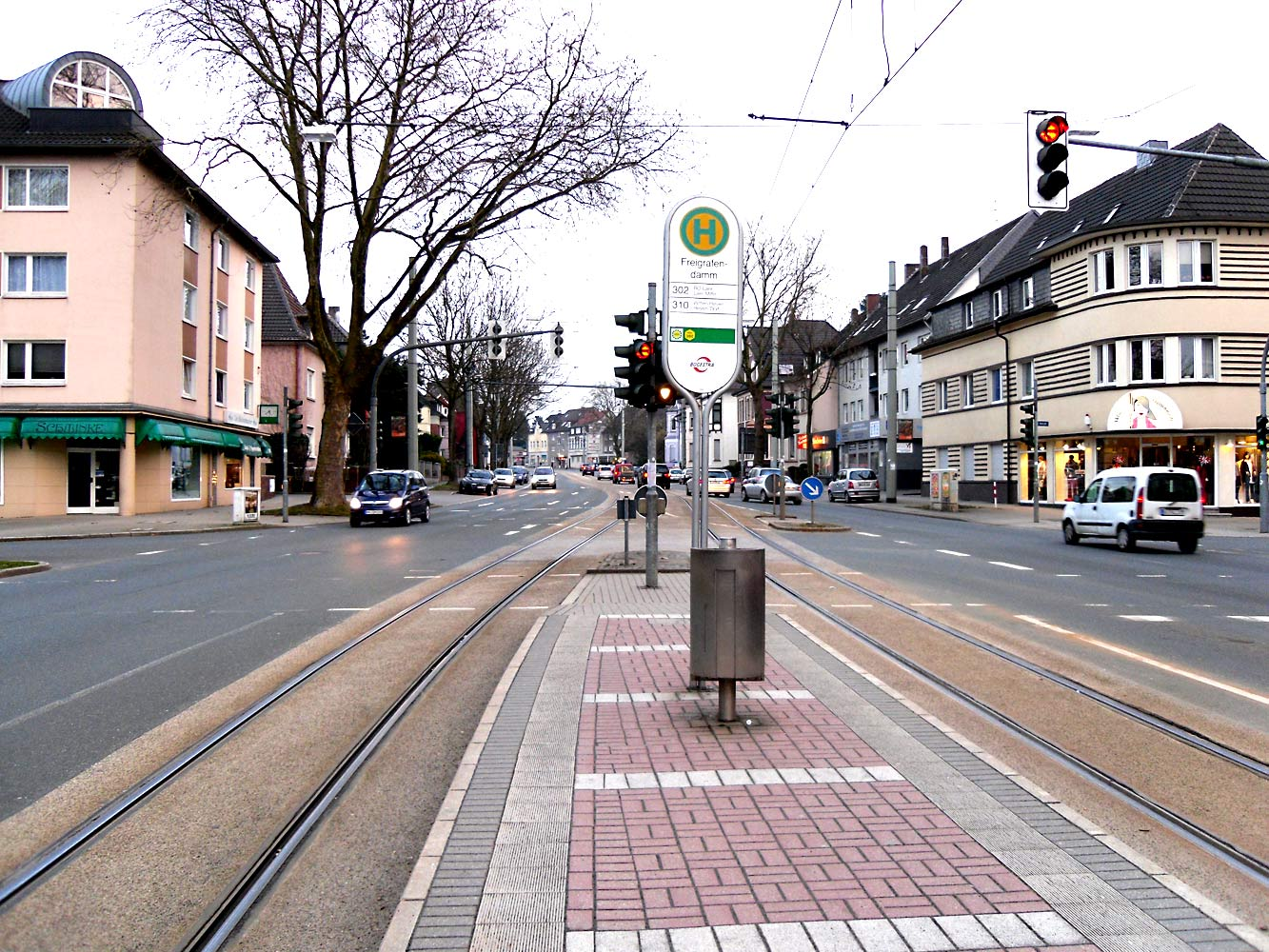
Главная улица Альтенбохума-Виттенштрассе

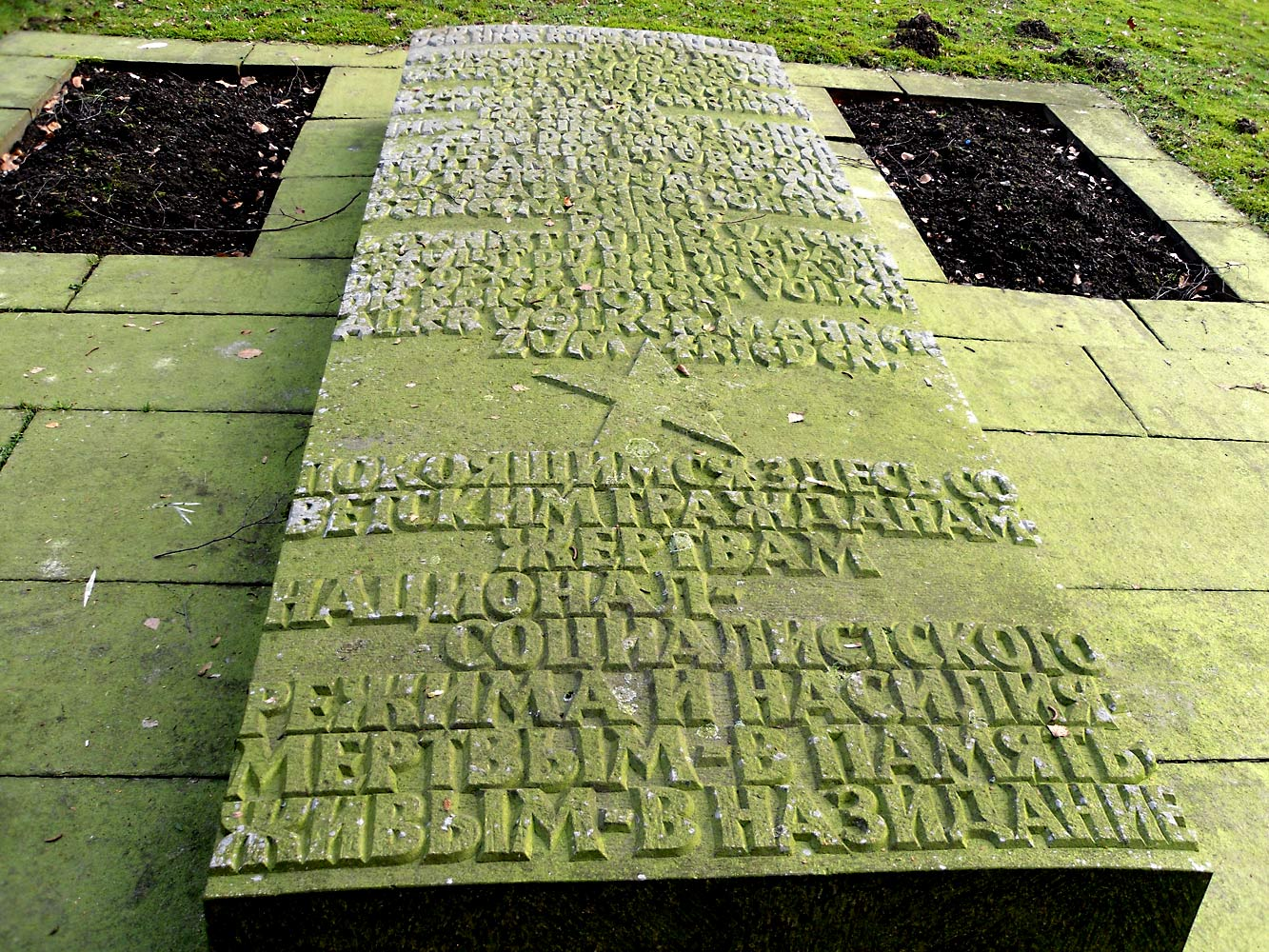
Жертвам принудительных работ, Фрайграфендамм

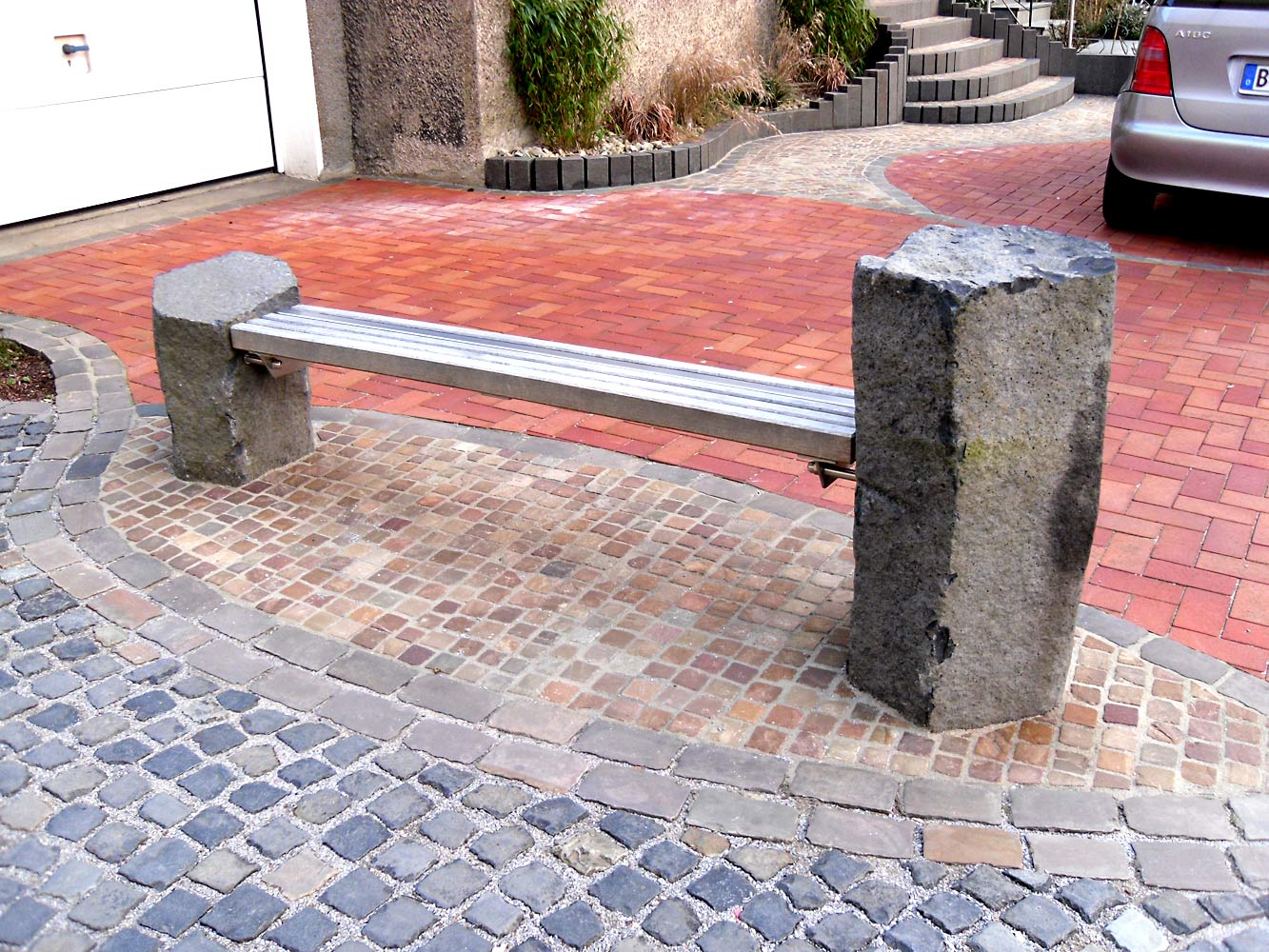
"Базальтовая" скамья на Гойштрассе

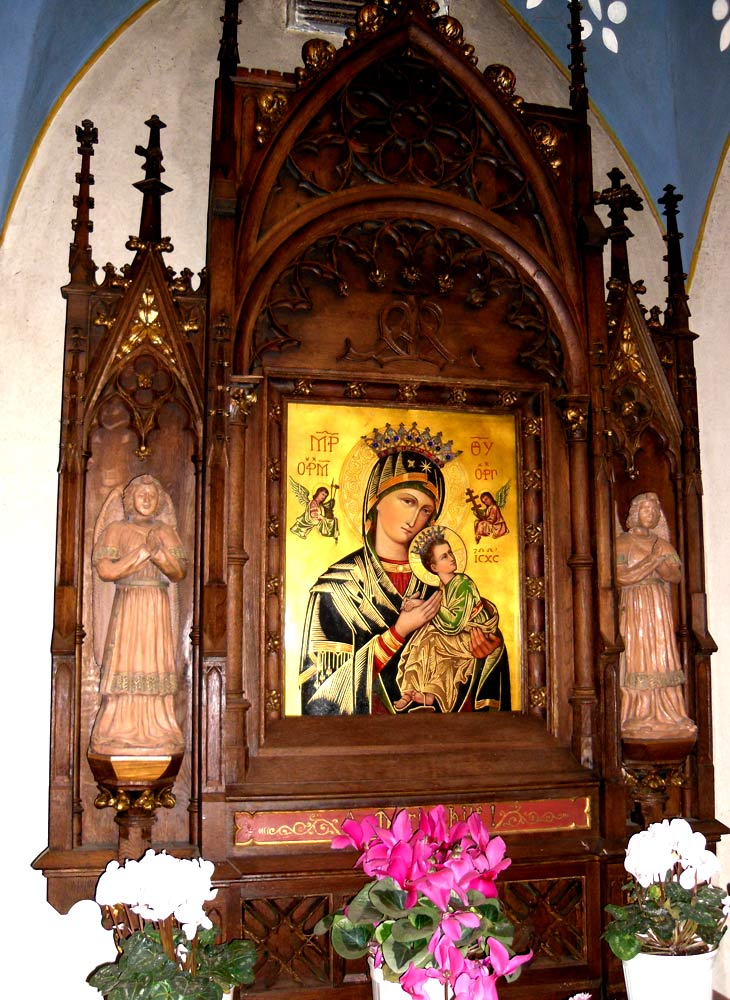
Икона "Страстная" в католической церкви

Альтенбохум (нем. Altenbochum), — один из 31 административных районов города Бохум, земля Северный Рейн-Вестфалия, Германия. Номер района - 13. В Бохуме все округа обозначены двузначными цифрами от 10 до 66.

## Положение
Район Альтенбохум имеет общую границу со следующими пятью административными районами Бохума (против часовой стрелки): на севере Грумме (Grumme), затем Центр (Mitte), Вимельхаузен (Wiemelhausen), Лаер (Laer) и Харпен (Harpen). Все они относятся к административному округу "Центр", то есть Альтенбохум находится в центральной части города Бохум и занимает выгодное положение для внешних связей. Границы района выражены нечётко.

## Общая характеристика
Впервые Альтенбохум упоминается в 890 году, как территория аббатства Верден. Здесь долгое время находилась усадьба господ Гой (Haus Goy). Во времена наполеоновских войн здесь размещался небольшой судебный округ. Как независимый населённый пункт Альтенбохум существовал до 1926 года, когда он был присоединён к Бохуму. В годы Второй мировой войны господский дом Гой был частично разрушен, а окончательно снесён в 1960-е годы.
В настоящее время Альтенбохум является спальным районом Бохума, населённым жителями среднего и низкого уровня достатка. Значительную часть района (до 20 процентов общей площади) занимает центральное городское кладбище. В Альтенбохуме много спортивных площадок. Главной транспортной магистралью служит улица Виттенская (Wittener Str.), соединяющая центр Бохума с городом Виттен. По ней ходят узкоколейные трамваи 302 и 310, а также автобус 345.

## Памятные места и достопримечательности
Альтенбохум не имеет значимых для Бохума и Рура достопримечательностей. Они имеют только местное значение.
- Общегородское кладбище Фрайграфендамм (Freigfafendamm). Построено в период национал-социализма и несёт на себе отпечаток особого почитания умерших. На южной стороне кладбища, недалеко от главного входного портала расположен "русский" участок, где в братских могилах покоятся сотни граждан бывшего СССР, угнанные на принудительные работы в период Второй мировой войны. Здесь установлена металлическая книга памяти, где на немецком и русском языках перечислены все погибшие в плену.[4] Рядом - захоронения немецких священников и монахинь. На главной аллее - памятный знак замученным борцам сопротивления.
- Католическая церковь Любимой Госпожи (Liebfrauenkirche). Находится в центре Альтенбохума. Церковь посвящена Пресвятой Деве Марии. В настоящее время капитально ремонтируется.[5] История церкви начинается с 1888 года. Здание из красного кирпича, построено в неоготическом стиле. Внутри прекрасные работы резьбы по дереву.
- Евангелическая церковь апостола Луки (Lukaskirche). Находится в центре Альтенбохума, почти напротив католической церкви. Построена в 1899 году в неоготическом стиле из красного кирпича. Была сильно повреждена 4 ноября 1944 года во время интенсивной бомбёжки Бохума союзниками. Внутри церковь украшена резьбой по дереву.
- Церковь Иоанна (Johanneskirche). Первая сакральная работа знаменитого немецкого архитектора Ганса Шаруна. Церковь построена на улице Глокенгартен (Glockengarten) в 1966-68 годах. Памятником архитектуры признана в 1999 году. В настоящее время нуждается в ремонте.
- Памятный камень (Gedenkstein) на месте каменоломни между улицей Фельс (Velsstraße) и улицей Погоды (Wetterstraße). После войны здесь размещалась старая каменоломня, из которой брался камень на восстановление центра Бохума. В настоящее время здесь находится небольшой зелёный скверик.